# Pavlos Tasios
Pavlos Tasios (en grec Παύλος Τάσιος, 1 d'abril de 1942 - 2 d'octubre de 2011) va ser un director de cinema grec.
Va néixer a Polígiros. Va dirigir, entre d'altres, les pel·lícules Ta vaporakia, Stigma, Parangelia!, To vary... peponi, Oi prostates, i Nai men, alla...
Estava casat amb Katerina Gogou, amb qui va tenir una filla. Va morir a Atenes als 69 anys, el 2 d'octubre de 2011, per causes desconegudes.